# Ribes frankei
Ribes frankei är en ripsväxtart som beskrevs av Weigend och Breitkopf. Ribes frankei ingår i släktet ripsar, och familjen ripsväxter. Inga underarter finns listade i Catalogue of Life.